# State Library of Victoria

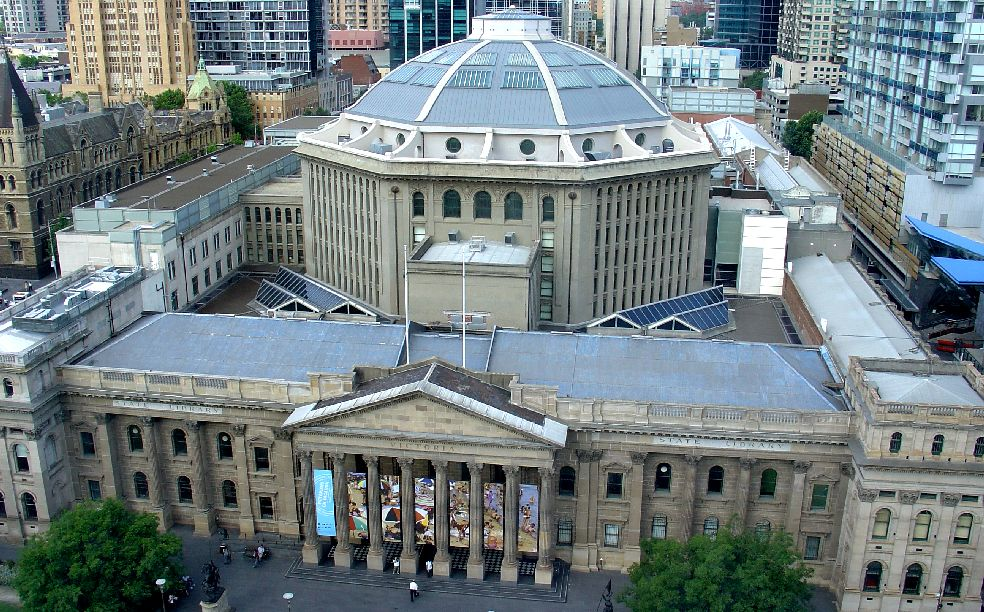
State Library of Victoria

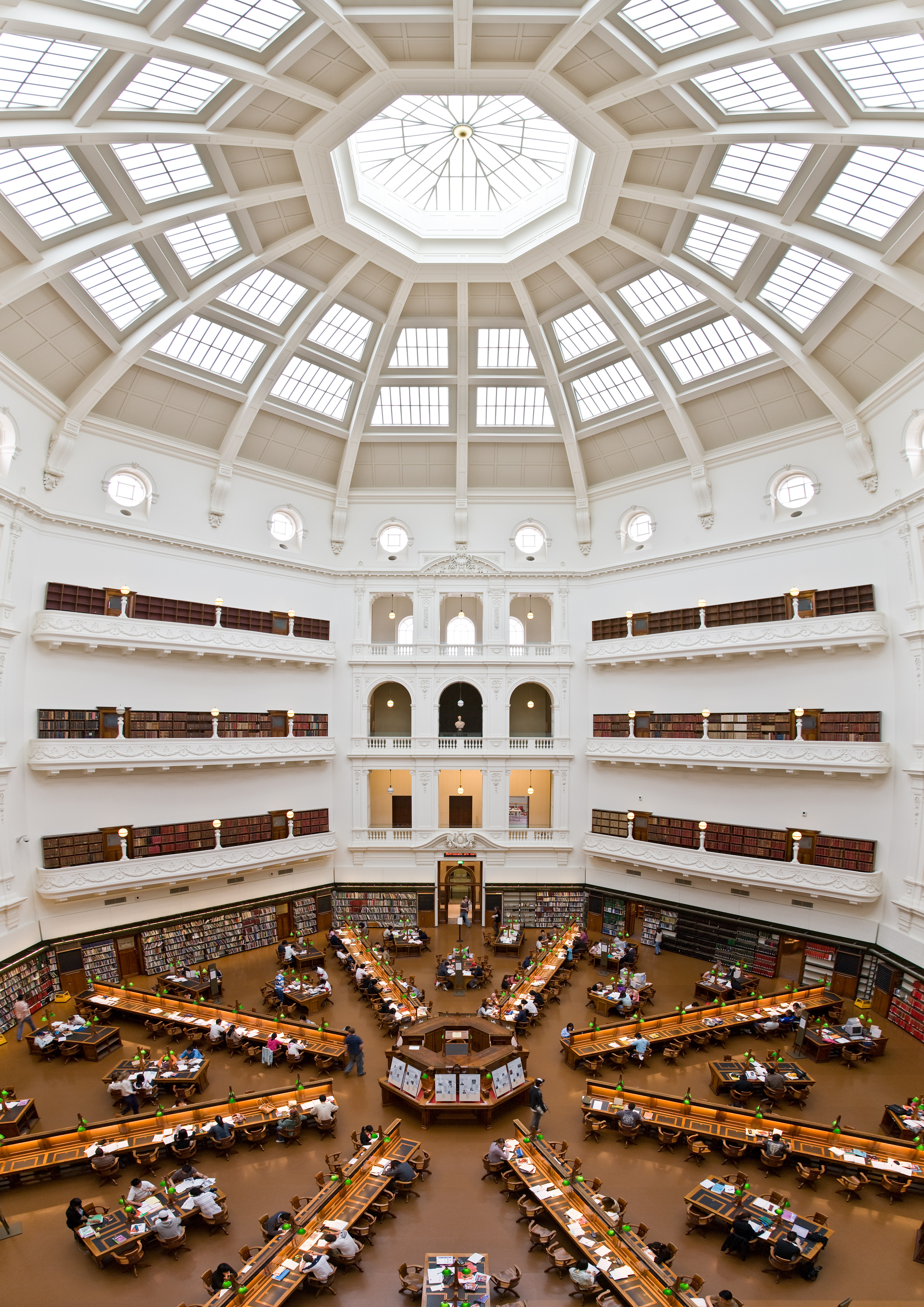
Lesesaal der Staatsbibliothek von Victoria

Die State Library of Victoria (Staatsbibliothek von Victoria) in Melbourne ist die zentrale Bibliothek des Staates Victoria in Australien. Sie wurde ab 1854 im viktorianischen Stil erbaut und steht im Victorian Heritage Register (VHR Nummer H1497). Sie liegt im nördlichen Geschäftszentrum Melbournes. 
Die Bibliothek, seit 1856 mit damals 3846 Büchern der Öffentlichkeit zugänglich, verfügte 2013 über einen Bestand von über 2 Millionen Büchern und 16.000 Zeitschriften. Zu den Besonderheiten der Sammlung gehören die Tagebücher der Stadtgründer John Batman und John Pascoe Fawkner, die Schriften (Folios) des Kapitäns James Cook und aus dem 19. Jahrhundert die Originalrüstung von Ned Kelly.